# Calzada de Calatrava

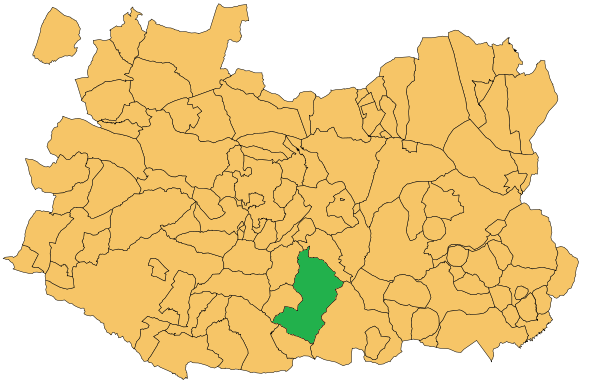
Término municipal de Calzada de Calatrava respecto a la provincia de Ciudad Real.

Calzada de Calatrava es un municipio español de la provincia de Ciudad Real, en la comunidad autónoma de Castilla-La Mancha, situado al sur de la capital provincial.

## Geografía
Calzada de Calatrava, municipio manchego-calatravo por excelencia, queda comprendido dentro de la comarca natural del Campo de Calatrava, localizada en la zona sur de la provincia de Ciudad Real. Cuenta con los anejos de Los Mirones y Huertezuelas. La extensión es de más de 42.000 hectáreas. Destaca en su medio físico la gran variabilidad paisajística que abarca, desde la llanura en la que se ubica, hasta las altitudes de Sierra Morena. Desde su origen, siempre fue creciendo en dirección de noroeste a sureste.
Comprendida entre dos cuencas hidrográficas, está circundada por los arroyos del Juncal, Peñuelas y el de Mora, juntándose estos dos últimos al sureste en el llamado arroyo Sequillo, vertiendo este sus aguas al río Jabalón; por su parte sur pasa el río Fresnedas que vierte a la cuenca del Guadalquivir. Destaca por su belleza en sus medios naturales como el monte público la Atalaya (volcán), el Paraje Natural Hoz del Fresneda, Paraje Junta de los ríos (se encuentra dentro de la "Red de Áreas Protegidas de Castilla-La Mancha" y declarado en el año 2002 como "Microreserva"), la Laguna de Canito, La Parrilla, etc.
Habitan la zona numerosas especies vegetales y animales. 

### Localidades limítrofes
|                                                 | Norte: Granátula de Calatrava |                        |
| Oeste: Aldea del Rey y Villanueva de San Carlos |                               | Este: Viso del Marqués |
|                                                 | Sur: San Lorenzo de Calatrava |                        |

## Historia
Entre el Sacro Convento de Calatrava la Nueva y el Castillo de Salvatierra había población y para su defensa tenía dos castillos, por lo tanto, se puede asegurar que se fundó en las primeras décadas del siglo XIII, con lo cual, Calzada de Calatrava creció a la sombra y amparo como soporte logístico del Castillo de Calatrava la Nueva y de la Orden de Calatrava con sus caballeros, frailes y soldados. La Orden de Calatrava vigiló y mandó en toda esta zona hasta el tiempo de los Reyes Católicos, las tierras siguieron siendo de su propiedad así como muchísimas prebendas, no obstante se conservan numerosos yacimientos arqueológicos que constatan la presencia humana en esta zona ya desde el Paleolítico Inferior. Pese a que no se han realizado excavaciones científicas, en diversas prospecciones de superficie se han hallado algunos núcleos poliédricos en el paraje conocido como El Álamo, así como también se han documentado raedera y lascas en lo que se conoce como Casa Calle, situados al norte y noreste respectivamente.
El Álamo, situado en un paraje elevado cerca del arroyo de la Vega de Castellanos, antes de llegar al molino de la Parra sobre el río Jabalón, es el yacimiento más importante que abarca desde el Neolítico a la Edad del Bronce. En él se encuentran ciertos paralelismos con algunos yacimientos cercanos en Aldea del Rey, en el que sobresalen, entre otros materiales, hachas pulimentadas y piedras de molino.
También pertenecen a este período los restos encontrados en la zona de los Güedos (piedra pulimentada), así como los hallados en El Prado (al norte), Pozo Felipe (al este), y el hacha neolítica encontrada en Cabeza del Encinar (al sur).
En estas tierras, tuvo lugar un encuentro entre los ejércitos cristianos y los almohades en septiembre de 1211, que atacaron el Castillo de Salvatierra para vergüenza de la fe cristiana, hecho que conmocionó a toda la cristiandad, lo que sería un avance de lo que ocurriría meses después. El 9 de julio de 1212 acamparon frente al Castillo de Salvatierra los ejércitos cristianos, que partieron desďe Toledo camino a la batalla de las Navas de Tolosa sin llegar atacarlo, siguiendo después su ruta. Los cristianos recuperaron el castillo entre 1213 y 1215.
Durante la primera guerra carlista, la expedición carlista al mando de Basilio García, que había salido de Navarra el 29 de diciembre de 1837 asolando tierras de ambas Castillas, se presentó el 25 de febrero de 1838 en Calzada al frente de unos 5000 hombres. Los defensores liberales, tanto de Calzada como de localidades limítrofes que habían buscado aquí refugio, se encerraron en la iglesia parroquial Santa María Nuestra Señora del Valle, a extramuros de la villa con sus mujeres y niños. Los carlistas con su artillería derribaron las puertas, introdujeron haces de leña y otras maderas a las que prendieron fuego. Los encerrados no aceptaron rendirse y la bóveda acabó derrumbándose, produciendo este hecho la muerte a 110 hombres, 25 mujeres y 29 niños. El solar de la iglesia fue empleado posteriormente como cementerio, luego como cuartel de la Guardia Civil y en la actualidad es un parque donde aún se pueden observar algunos bloques de piedra de la antigua iglesia.
El 22 de enero de 1895 la reina regente María Cristina de Habsburgo en nombre de su hijo, el rey D. Alfonso XIII, concede el título de ciudad a la hasta entonces villa de La Calzada.
En el año 2010, con motivo de las Jornadas Mundiales de la Juventud, la cruz e icono del Papa visitó esta localidad.
El Castillo de Salvatierra y el Sacro-Convento de Calatrava - La Nueva, constituyen el referente visual y paisajístico más importante, es su telón de fondo, pues es lo primero que ven al amanecer y lo último que contemplan hasta que anochece.

## Demografía
Calzada de Calatrava cuenta con una población de 3727 habitantes (INE 2024).
| Gráfica de evolución demográfica de Calzada de Calatrava entre 1842 y 2021                                                                                   |
| |
| Población de derecho según los censos de población del INE Población de hecho según los censos de población del INEEn este censo se denominaba Calzada: 1842 |

## Comunicaciones
- CM-4111
- CM-9413
- CM-4122
- CR-504
- CR-P-504

## Economía
Su economía depende de la gran actividad agrícola como cultivo de regadío como la patata y de secano como cereales, vid, olivar...y la ganadería.
Otro sector muy importante en la economía reside en la construcción y la caza (caza mayor y caza menor).
Calzada de Calatrava depende también del pequeño comercio, sobre todo en comestibles y ultramarinos (La Despensa, Autoservicio Hnos. González, La tienda de Isabel Aragonés, etc.).[cita requerida] y la producción de vino, aceite (Cooperativa Castillo de Salvatierra) y queso.
El polígono industrial Imedio es de gran extensión en el cual se encuentran empresas locales.

## Educación
- En educación infantil cuenta con la escuela infantil municipal Solete.
- Cuenta con dos colegios de carácter público en educación primaria, el CEIP Santa Teresa de Jesús y el CEIP San Ignacio de Loyola. En Huertezuelas, el CEIP Sierra Morena.
- Su instituto es el IES Eduardo Valencia,[6] donde se imparten clases de educación secundaria obligatoria. Este instituto no sólo enseña a los jóvenes de Calzada de Calatrava, sino también a los de Aldea del Rey y Villanueva de San Carlos; así, también el bachillerato de ciencias naturales y de ciencias sociales. El IES Eduardo Valencia ha sido uno de los pioneros dentro de la región en introducir la robótica y la impresión 3D en su currículo educativo.

- Otro dato a destacar es su escuela de adultos y la escuela de idiomas.

## Seguridad
Calzada de Calatrava cuenta en servicios de seguridad con Guardia Civil, policía local, Protección Civil y base para servicios de incendios del INFOCAM.

## Patrimonio

### Monumentos eclesiásticos

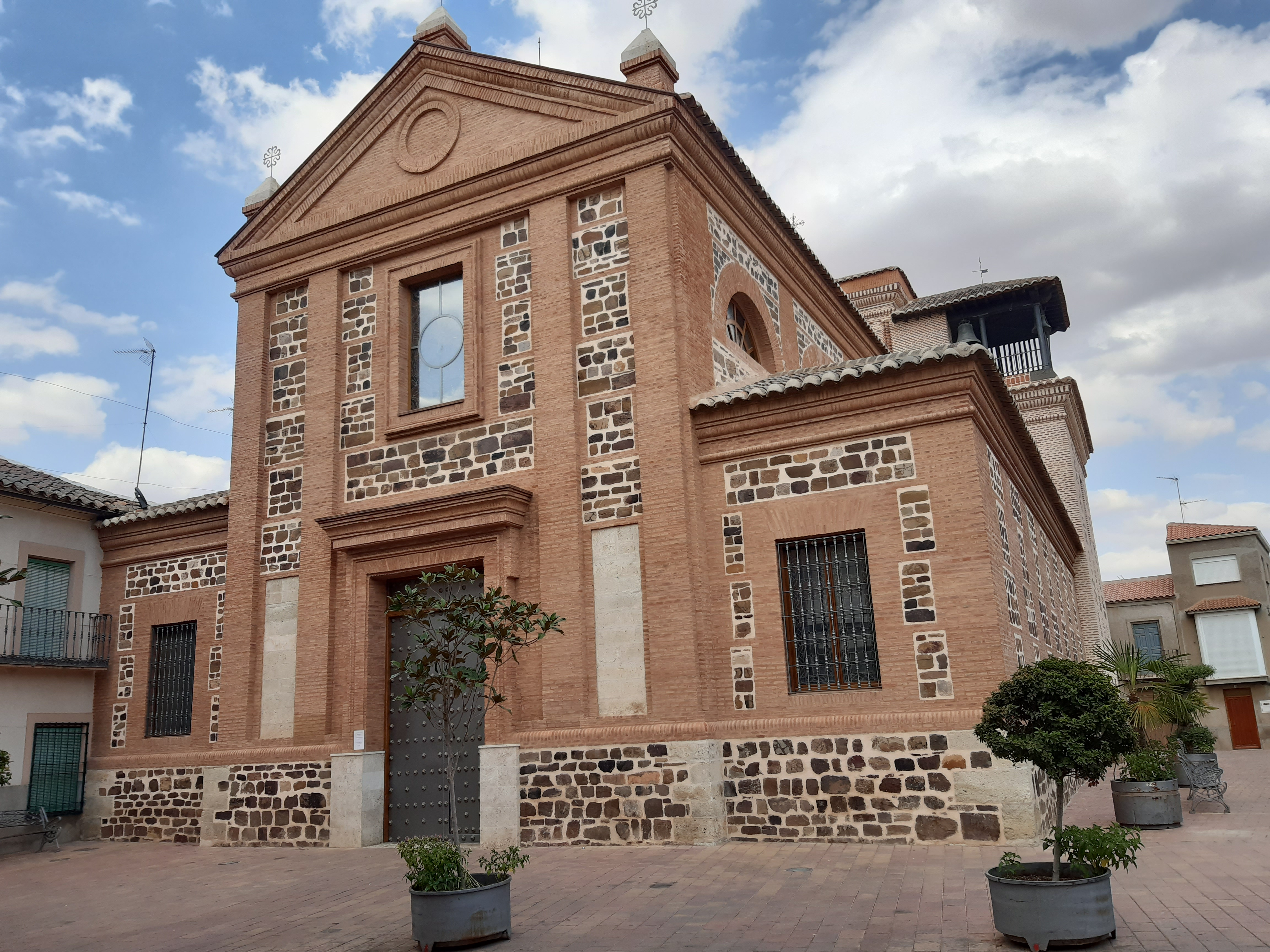
Iglesia parroquial de Nuestra Señora de la Asunción

- Iglesia parroquial de Nuestra Señora de la Asunción: de principios del siglo XVII, en su fundación era la ermita de Nuestra Señora de los Remedios, convertida en parroquia debido al incendio producido en la segunda guerra carlista de la iglesia parroquial Nuestra Señora Santa María del Valle, conserva de su fundación el crucero, camarín y sacristía, el resto del edificio es ampliación en 1926 llevada a cabo por el maestro albañil Fausto de la Calle. Tiene una reproducción de finales del barroco con estilo jesuítico y cuyo valor histórico-artístico que mejor conserva se encuentra en el presbiterio; 7 cuadros procedentes de un retablo de la segunda mitad del siglo XVI, obras del toledano Juan Correa de Vivar. Están realizadas en óleo sobre tabla con magníficos marcos tallados y representan la vida de Cristo: La anunciación (ovalado), Visitación (ovalado), Presentación de Jesús en el Templo, Jesús entre los doctores, Camino del Calvario, La Piedad, Entierro de Cristo. Preside el altar mayor la patrona, Nuestra Señora de los Remedios, custodiada por un camarín. La capilla del Sagrario conserva el último retablo de uno de los oratorios que tuvo el Castillo de Calatrava La Nueva; en ella también se encuentra un cuadro devocional de la Virgen de mediados del siglo XVII, tan sólo se conservan tres en la provincia de Ciudad Real. Conserva también en relación con documentación, unos libros de nacimientos y difuntos de 1597 y matrimonios de 1618. El 25 de julio de 1936 fueron incendiadas las imágenes y destrozado y vendido los objetos de culto.

- Ermita del Salvador del Mundo: Denominada también del Calvario, está situada a extramuros. Aparece citada documentalmente ya en 1463, por lo que es muy probable que fuese su construcción anterior a esa época. Es incendiada en el año 1657 reconstruyéndose a partir del año 1780. Es de planta de cruz latina y crucero abierto por cúpula de planta cuadrada. Tiene muros de mampostería con verdugadas y pilares de ladrillo. Su fachada es esbelta, con portada de piedra con pilastras y molduras renacentistas, remata el conjunto una amplia espadaña con campana. En las pechinas, inscritas en un medallón, aparecen los símbolos de las cuatro órdenes militares españolas: Orden de Alcántara, Orden de Calatrava, Orden de Montesa y Orden de Santiago. Conserva en su interior una tabla ovalada que  representa la Oración en el huerto del pintor Juan Correa de Vivar pintada entre 1550 y 1557. Su retablo es tallado por el sevillano Manuel Guzmán Bejarano. En la parte trasera del recinto, conserva la portada de la que fuese Casa del Prior, con umbral, jambas y dintel en piedra labrada, realzados, un escudo con dos llaves cruzadas y dos cruces de calatrava a ambos lados. Es la sede del patrón de la localidad, donde celebra sus cultos la Hermandad del Santísimo Cristo Salvador del Mundo en septiembre.

- Ermita de San Sebastián: Erigida en la primera década del siglo XVI. La ermita, que se ubica dentro de la población, se encontraba entonces a extramuros, en el ejido situado al este de la misma, barrio que conserva su denominación. Es una nave de 16 metros de largo por 7metros de ancho, destacando sólo la tosca portada de piedra que se abre en la fachada sur de la ermita, de estilo gótico, así como las ventanas que han conservado la forma apuntada. Está situada en la plaza de San Sebastián. Fue usada para sepultar parte de los cadáveres de la epidemia de 1804. Alberga en su interior cuatro imágenes muy antiguas que se salvaron de la guerra civil española, la titular de San Sebastián, Santa Bárbara (que residió durante siglos en la ermita Nuestra Señora de los Remedios), San Isidro Labrador y San Antón junto con la imagen de Santa Gema. Celebran en ella sus cultos la Hermandad de San Sebastián y San Antón, ambas en el mes de enero. El 18 de julio de 1936 fue incendiada, saqueada y destruida las imágenes.

- Ermita de la Santísima Trinidad: Debió erigirse a comienzos o mediados del siglo XVII. Estuvo regentada y asistida por los padres Trinitarios, los cuales dependían del convento de la Santísima Trinidad de Membrilla, de cuya presencia en la villa hay constancia en 1637. Durante el siglo XIX se sumió en el olvido, quedando en estado ruinoso. Don Santiago Julio Maldonado y Maldonado-Cisneros, mandó en su testamento reedificar dicha ermita, trasladando los restos mortales del testado, sus difuntos padres, de su esposa y demás sucesores en el patronato, también mandó a construir un edificio anexo a la ermita, cuyo edificio se destinaría para hospital de los pobres. Tras la destrucción de la ermita en julio de 1936, ésta fue reconstruida por orden de don Santiago Maldonado Ladrón de Guevara, siendo inaugurada y bendecida la capilla y la casa sacerdotal el 7 de enero de 1962. Después de esta reconstrucción, la ornamentación interior sufrió varios cambios. En la actualidad, preside su altar mayor la imagen del Santísimo Cristo del Perdón, acompañado de los escudos nobiliarios a ambos lados de la familia Maldonado, en la pared izquierda tres hornacinas que albergan la imagen de San Cristóbal, Santiago Apóstol y la Santísima Trinidad. en la parte inferior de dicha pared, está ubicada una lápida con la inscripción de los restos de su restaurador y a los pies de la escalera del altar, una lápida con la inscripción de los restos mortales de los padres del benefactor de la ermita. Actualmente es la Casa Hermandad de la Hermandad de San Cristóbal, donde realizan sus cultos en julio y un vía crucis en época cuaresmal.

- Ermita de San Isidro: El 15 de mayo de 1890, festividad de la Ascensión de Jesucristo a las 9 de la mañana, fue consignada la bendición de la ermita por el párroco D. Francisco Solís y Gutiérrez, celebrándose una solemne misa. Edificada en el sitio llamado "Cruz del Humilladero", a expensas del vecino y natural de Calzada, D. León de León y García. Es una nave de 9 por 5 metros con una altura de 4,5 metros, con paredes de argamasa, piedras y ladrillos y suelo de baldosas, a extramuros de Calzada.

Actualmente además de la imagen titular de la misma, también se encuentra la imagen reconstruida tras la guerra civil española de Nuestra Señora del Valverde.
En la "Cruz del Humilladero" existía un Vía Crucis formado por cruces a lo largo del camino hasta llegar a dicha cruz.

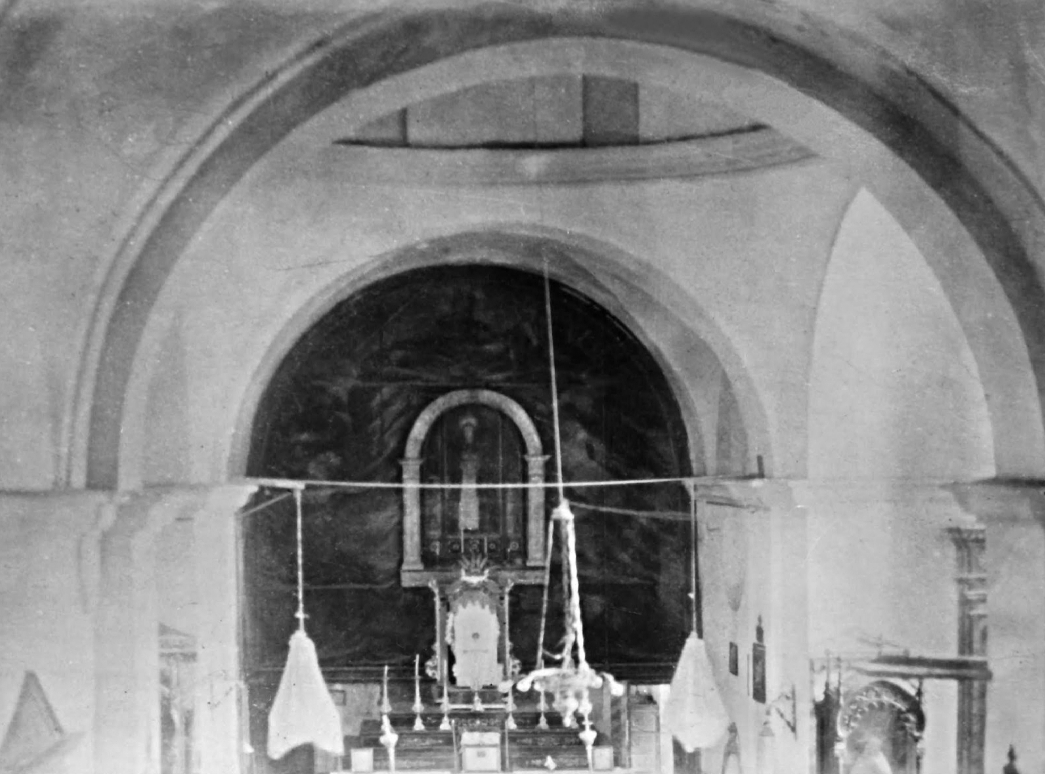
Iglesia del Convento de Capuchinos en 1924

- Ermita Nuestra Señora de la Soledad: Construida en el siglo XVII. Con la llegada de los padres capuchinos, fue ampliada, añadiéndole dos capillas. Orientada hacia el este en su origen, su puerta principal se encontraba dentro del recinto del convento al que solo accedían los monjes, posteriormente, se abrió otra puerta en la parte sur, ubicada actualmente dentro del patio de San Francisco, para comodidad de los fieles, ampliada más tarde, convirtiéndose en puerta principal. Es por ello, que en la hornacina donde se encuentra San Francisco de Asís, tiene una mayor altura al resto, puesto que era donde se encontraba el altar mayor. Siguiendo la costumbre de la mayoría de iglesias capuchinas, el altar estaba presidido por un gran lienzo pintado que servía de retablo. Este ocupaba todo el testero adaptándose al arco de la bóveda y dejando un hueco para la hornacina. Su retablo situado en el altar mayor es obra de los hermanos Mossi, ubicado anteriormente en la parroquia Nuestra Señora de la Asunción. Es la Casa Hermandad de la Hermandad Nuestra Señora de la Soledad o Vera Cruz y en ella residen las imágenes de Nuestra Señora de la Soledad (Francisco Pablo, 1941), María Santísima de la Amargura (Miguel Bellido, Sevilla, 1998), Jesús en el huerto (imagen anónima, conservada durante la guerra civil española), San Francisco de Asís y cruz guía de la hermandad (el Príncipe).

- Convento de Padres Capuchinos: El 16 de enero de 1719, Beatriz Carrillo dejó en su testamento que de sus bienes, se fundase un convento de Religiosos Capuchinos junto a la ermita de Nuestra Señora de la Soledad, dando culto a San Francisco de Asís. El 22 de mayo de 1729 se puso la primera piedra del convento de Calzada, dedicado a San Luis, obispo de Tolosa, el acto se hizo con la mayor solemnidad, y fue encargado de efectuar la ceremonia de la colocación, Don Juan Quijano, Prior del Sacro Convento de Calatrava La Nueva. El 13 de mayo de 1843 fue vendido en plena desamortización, incluyendo una biblioteca con 998 libros y 8 pinturas, adquirido por José Muñoz, natural y vecino de Calzada. Conserva el salón de la V.O.T. donde se encontraba la biblioteca.

Actualmente, es el Patio de San Francisco, siendo lugar de encuentro en la Semana Santa calzadeña, realizando allí gran parte de sus actos. Lo preside una imagen de San Francisco de Asís, ubicado en una hornacina acristalada.

### Arquitectura civil
- Castillo de Salvatierra: El castillo de Salvatierra es una fortaleza de origen musulmán situado frente al vecino Sacro Castillo-Convento de Calatrava La Nueva. Cerca de él pasa una de las más importantes vías naturales que cruzan Sierra Morena y unen la Meseta Central con la depresión del Guadalquivir. Sus descarnados muros, de silueta inconfundible, se resisten al paso del tiempo como testigos evocadores de hazañas legendarias teñidas de guerra, oración y esperanza. Está declarado Bien de Interés Cultural, protegido por la Declaración genérica del Decreto de 22 de abril de 1949, y la ley 16/1985 sobre el Patrimonio Histórico Español. Actualmente, se encuentra dentro de la Lista Roja de Patrimonio.
- Castillo de los Cristianos o castillo de D. Alonso: De titularidad pública, es una pequeña estructura fortificada que se levanta en la sierra de la Atalaya, a unos 600 metros en línea recta del Castillo de Salvatierra, del que funcionaba como padrastro, y que debió ser construido a principios del siglo XIII. En la actualidad, gracias a los estudios arqueológicos realizados promovidos por el Ayuntamiento en colaboración con la UCLM, se ha reconstruido virtualmente; se puede encontrar en la oficina de turismo del municipio.

- Casa consistorial: Construida a finales del siglo XIX fue demolida en 2006, construyendo la actual en el mismo lugar, su parte más destacable es la torre del reloj, ejemplo artístico realizado en forja de hierro. La actual fue inaugurado por José María Barreda.

- Plaza de España: Demolida en varias ocasiones, la actual plaza es del año 2006. Está construida con adoquines en blanco y negro con cinco círculos en el suelo que representan las monedas usadas en el Juego de las caras. En ella se encuentra el ayuntamiento y es el centro neurálgico del pueblo.
- Silo de trigo: Siendo uno de los más grandes de la provincia de Ciudad Real, fue pintado en su exterior por el artista internacional Okuda San Miguel en el año 2019 dentro del proyecto "IamTITANES", convirtiéndolo en un referente provincial por su colorido, originalidad y grandiosidad.

- Hospedería - Enfermería de los Caballeros: Construida por la Orden de Calatrava para poder acoger a los familiares y visitantes de los caballeros y freiles, con patio de columnas, pozo central y habitaciones alrededor. Su portada es adintelada con el escudo de Calatrava del siglo XVII.

- Casa de la Tercia: Data del siglo XVII. Es una casa de piedra con franjas verticales de ladrillo. Concentra en la puerta principal la decoración más rica, enmarcada por dos pilastras fraccionadas a modo de tambor y entablamento muy marcado. El conjunto está coronado por tres motivos heráldicos de distinto tamaño muy deteriorados y puerta decorada con dos flores de lis. La tercia era un impuesto cobrado en la antigüedad, tanto por las autoridades civiles como por las eclesiásticas, que consistía en la tercera parte del grano o cereal recolectado, almacenado en estas casas. Pertenecía a la Mesa Maestral de la Orden de Calatrava, pasó a ser propiedad del Sacristán Mayor.

- Casa del Mayorazgo de la Cadena: Data del siglo XVII. La decoración se concentra en la puerta, flanqueada por dos columnas toscanas, que se apoyan sobre plintos, fuste liso, collarino en la parte superior y capitel. En el piso superior destacan tres escudos heráldicos de los apellidos Nieto, Muñoz y Cisneros; dos enmarcan la puerta de acceso al balcón y el otro ocupa el centro del frontón semicircular que remata la portada. Destaca la puerta con sendas planchas de hierro decorada con dos flores de lis.

- Casa de Claveros: Casa solariega del siglo XVII dividida en dos plantas alrededor de un patio central con arcos en ladrillo de medio punto. La portada principal es adintelada por un portón de piedra. Remata el conjunto un tejadillo de madera que protege la fachada.

- Casa de los Hore: situada en la plaza de España, data del siglo XVIII. Tiene fachada estrecha de ladrillo, estructurada en dos pisos; el piso bajo con arco de medio punto y el piso superior con balcón flanqueado por sendas pilastras y frontón triangular partido. En el centro, una cruz semihundida como motivo decorativo. Remata el conjunto un tejadillo de madera y teja a dos aguas que protege la fachada.

- Hospedería de los Calatravos: edificio de interés histórico-artístico que perteneció a Santiago Ugarte, propietario del Banco Manchego de Valdepeñas, diputado liberal en 1923 y miembro de una de las familias burguesas más influyentes del País Vasco que se estableció en esta comarca a finales del siglo XIX. Su morfología recuerda a la de un torreón medieval. Actualmente es un Hotel Rural.

Es importante destacar también la portada del antiguo hospital del concejo ubicada en la calle Real, construida en piedra, en el centro talladas las siglas JHS y acompañando a estas, dos cruces de calatrava y dos flores de lis.
Existen también varias edificaciones de características comunes del siglo XX. Se caracterizan en sus fachadas por el uso del ladrillo visto que se utiliza como ornamento, formando motivos geométricos en relieve sobre los paramentos de la fachada, en una pretensión historicista que remite a la decoración en piedra propia del gótico civil y del renacimiento, y que podríamos considerar una interpretación algo tosca de los anhelos estéticos del modernismo.

## Parques
- Parque Reina Sofía: Siendo el antiguo cementerio hasta el siglo XIX, es el parque más grande y famoso de Calzada, pues es el parque por antonomasia de la ciudad. Es lugar de ocio y encuentro y en él, se encuentra el cuartel de la Guardia Civil.

- Parque Pedro Almodóvar: Inaugurado en 1990 por su paisano y cineasta más ilustre, Pedro Almodóvar. Albergaba anteriormente el recinto ferial. Fue una antigua estación del tren que pasaba por Calzada y unía Valdepeñas y Puertollano. Se encuentra en él la escultura de la Ruta Cinematográfica Pedro Almodóvar, "el encuadre manchego".

Entre los parques más recientes se encuentran el parque de la Concordia, parque Donantes de Sangre y el parque de Las Peñuelas.

## Cultura
- Centro cultural Rafael Serrano: se encuentra situado en la calle Constitución. Dedicado a su paisano Rafael Serrano Martínez, se inauguró en 1992 en los terrenos del antiguo cine de verano. En él se celebran acontecimientos y festivales, así como teatros, certámenes, estrenos de cine, musicales, etc. Alberga la biblioteca municipal y el Espacio Almodovar que aguarda en su interior atrezzo original de las películas Volver y Los amantes pasajeros. Tiene capacidad para 400 personas.

### Fiestas
- Carnavales: fiesta que cada año toma más importancia y que la componen mayormente los jóvenes de la localidad, se celebran desfiles de comparsa, concursos de máscaras y la "sardina".

- Semana Santa de Calzada de Calatrava: La Semana Santa se convierte en uno de los acontecimientos culturales, religiosos y artísticos más importantes que se producen en la ciudad. Es una semana donde lo sacro y lo profano se funden hasta plasmar una de las celebraciones más singulares de España.
- El Regente del Reino de España, el general Espartero, concedió al pueblo el permiso para celebrar una feria anual de cuatro días -el último día de marzo y los tres primeros días de abril- y un mercado para todos los domingos (BOE del 30 de julio de 1841). Esta feria y mercado actualmente no se realizan. Los últimos años en que se llevaron a cabo fue en la Segunda República.

En esta época, florecen sus más singulares tradiciones, en las tardes de cuaresma, parejas de mujeres van pidiendo limosnas para celebrar por las almas del purgatorio, llevando con ellas un farol de aceite, un cestillo y una campanilla, siendo conocida esta costumbre como El pecado mortal.
En la actualidad (2019) procesionan cuatro hermandades y una asociación que hacen estación de penitencia por sus calles, siendo la plaza de España el lugar de mayor plasticidad en su transcurrir y el Patio de San Francisco, el lugar por antonomasia. La semana abarca desde el Domingo de Ramos hasta el Domingo de Resurrección, procesionando pasos con imágenes que representan la Pasión de Cristo. Los pasos son acarreados por ruedas, portadores y costaleros, dirigidos por un capataz y acompañados por un cortejo de nazarenos. 
Está integrada en la Ruta de la Pasión Calatrava (declarada Fiesta de Interés Turístico Nacional el 19 de septiembre de 2016). Es de gran prestigio provincial por su belleza en los desfiles procesionales, tradiciones e imaginería.
Existe una Junta-Pro Semana Santa, cuyos miembros son elegidos cada cuatro años por las Hermandades y se encargan de la organización de Semana Santa, siendo el órgano máximo. 
Uno de los momentos que más expectación levanta de la Semana Santa calzadeña, es la cita con el juego de Las Caras el Viernes Santo, es el único juego profano que se celebra en Castilla-La Mancha.
- Romería de Nuestra Señora del Valverde: Se celebra el último fin de semana de abril en el Paraje Natural Hoz del Fresneda, situado a 15 kilómetros. Varias décadas atrás, la romería se celebraba en la finca de sacristanía, donde se ubicaba la ermita del Valverde.

- Corpus Christi: Es una fiesta católica que ocurre el siguiente jueves al octavo domingo después de Domingo de Resurreccción. Ese día, todas las hermandades religiosas y asociaciones, se unen en una misma procesión. La madrugada anterior a la procesión, las calles se engalanan con "alfrombras de sal" y altares para el paso de la custodia con el Cuerpo de Cristo. Acompañan el cortejo varias representaciones eclesiásticas, políticas y militares. En los últimos años ha ido tomando un gran auge.

- Feria del Jubileo: Esta fiesta fue introducida por los franciscanos capuchinos del convento en Calzada, a través de su jubileo de porciúncula. Tras la desamortización y venta del convento, el pueblo y las autoridades de la época continuaron manteniendo dicha fiesta del jubileo, en recuerdo de sus queridos monjes capuchinos, derivando en una fiesta popular alejada de su original concepto religioso. Actualmente es una fiesta que tiene lugar en verano, el primer fin de semana de agosto. La feria se desarrolla en el polígono industrial Imedio, habilitado como recinto ferial, el cual se encuentra dotado de infraestructura que suministra agua, alcantarillado y electricidad a los "chiringuitos" y atracciones. Durante esta semana se celebra el vermut, concursos de peñas, gastronómico, arada, tiro al plato, etc y fiesta de dj's.

- Fiestas de Septiembre: Son las fiestas patronales de la localidad y albergan desde el 7 de septiembre hasta el 22, de esta fiesta destacan los pinchos de la patrona Nuestra Señora de los Remedios y el Santísimo Cristo del Sagrario, culminando con la procesión del patrón, el Santísimo Cristo Salvador del Mundo; esta última fiesta, es la de mayor esplendor y la que más gente congrega. Alberga desde el jueves, cuando comienza el triduo, el viernes continúa con espectáculos y arrebato de cohetes, el sábado sigue con pasacalles, finaliza el triduo, actuaciones folclóricas y el espectáculo piromusical que congrega a centenares de personas alrededor de la ermita, y el domingo, el día grande de Calzada y del Salvador, empieza con una diana floreada a la Hermana Mayor de la hermandad, pasacalles, función de vísperas, bajada de la imagen al paso y procesión, la cual congrega a miles de personas por las calles de Calzada venidas desde diferentes puntos de la comarca, haciendo una procesión kilométrica. La finalización de la procesión, representa para la localidad el paso del verano al otoño.

En verano, la localidad celebra el Festival de las Artes Escénicas y el Festival Internacional de Cine.

### Gastronomía
Son característicos dulces típicos como enaceitaos, magdalenas, cocos, galletas de máquina, rosquillos de sartén y de bote, flores, barquillos, etc; y comidas como migas, gachas manchegas, galianos, pisto manchego, caldereta, tiznao y sus quesos de leche de oveja.
Se celebra la ruta de la tapa teniendo gran aceptación entre los vecinos y visitantes.

## Deportes
Calzada cuenta con un gran complejo deportivo con pistas de pádel, vóley playa, pistas multiusos, campo de fútbol de césped artificial, piscina y pabellón polideportivo.
Fútbol Sala
El CD Salvatierra FS que cogió el testigo del desaparecido "Elite FS" y a pesar de su corta edad (fundado 2020) es actualmente uno de los clubes referencia a nivel regional.
Logrando importantes éxitos como colocar por primera vez en la historia un club de Calzada en categoría nacional al conseguir el campeonato de liga en preferente y correspondiente ascenso a tercera división la temporada 2022/23.
Por su parte la escuela del club también ha conseguido logros históricos para la localidad como el campeonato de liga cadete y correspondiente ascenso a liga regional la temporada 2023/24.

### Fútbol
El C.D. Salvatierra ha sido el tradicional club de fútbol de Calzada, cambiando su nombre por C.F. Calzada, llegando a ascender a 1.ª autonómica.
También cuenta con escuelas deportivas en algunas categorías.
Las instalaciones de fútbol son numerosas destacando el campo de fútbol, siendo uno de los más grandes de la provincia de Ciudad Real.
En verano, las ligas se juegan a fútbol 7, con 1.ª y 2.ª división y la liga de fútbol sala (también en invierno). En esta época, se celebra la maratón masculina y femenina de fútbol sala.

### Baloncesto
El ya desaparecido, C.B. Calzada, ha sido el único club de baloncesto calzadeño, con muchos años de historia. Llegó a ascender a 1.ª regional.

### Otros
En atletismo se celebran carreras populares y la San Silvestre, teniendo una gran participación ambas.
Actualmente, también son muy comunes en la localidad, actividades de BTT.

## Personas destacadas
- Pedro Almodóvar y Agustín Almodóvar
- Manu Ríos (actor e influencer)
- Gregorio Imedio (inventor y empresario)
- Borja Navas (actor)
- Paco Racionero (actor)
- Pedro Barato (Presidente nacional de Asaja, sindicalismo agrario)
- Pedro A. González Moreno (escritor)
- José Vicente Romero Camacho (compositor)
- Beato Fray Jorge de la Calzada
- Cristina Flora Molina Ciudad (Senadora)
- Rocío Camacho (influencer)
- Isabel Valdés Aragonés (periodista y escritora)